# Наумов, Николай Александрович (учёный)
Никола́й Алекса́ндрович Нау́мов (6 [18] марта 1888, Санкт-Петербург — 6 июля 1959, Ленинград) — советский ботаник, миколог, основоположник фитопатологии в СССР, доктор биологических наук и доктор сельскохозяйственных наук, член-корреспондент по отделению биологических наук (микология и фитопатология) АН СССР (с 1946 г.). Один из представителей русского космизма.

## Биография
Родился в семье А. Н. Наумова, в 1910-е генерал-лейтенанта, начальника Столичной полиции.
После окончания реального училища в 1906 году поступил на естественное отделение физико-математического факультета Петербургского университета, которое окончил в 1910 г., получив диплом I степени по специальности «Ботаника». Уже в студенческие годы начал научную деятельность, опубликовав в 1910 году свою первую работу «Условия образования зигоспор у мукоровых» была напечатана в «Ботанических записках университета».
В 1912 году поступил на работу практикантом в Бюро по микологии и фитопатологии Учёного комитета Главного управления землеустройства и земледелия Министерства земледелия, работал на должности заведующего гербарием (с 1929 года — Лаборатория микологии и фитопатологии Всесоюзного научно-исследовательского института защиты растений), в течение 19 лет (1935—1954 годы) был руководителем Лаборатории микологии и фитопатологии ВНИИЗР, после чего вышел на пенсию.
С 1912 по 1916 год читал систематический курс сельского хозяйства в Соляном городке и на высших курсах прикладной зоологии и фитопатологии (1922—1928 и 1930—1937 годы). Одновременно с эти в 1916—1941 годах являлся профессором факультета защиты растений Стебутовских высших женских сельскохозяйственных курсов (с 1922 года Сельскохозяйственного института, затем Петроградского (Ленинградского) сельскохозяйственного института), возглавлял кафедру фитопатологии. С 1928 по 1954 гг. был профессором кафедры морфологии и систематики растений кафедры низших растений Ленинградского государственного университета.
В период Великой Отечественной войны лаборатория во главе с Н. А. Наумовым была эвакуирована в тыл и с августа 1941 года по 1942 год находилась в п. Губино Котласского района Архангельской области, а с 1943 года до осени 1944 года — в г. Павловске Алтайского края, работал в созданном в 1943 г. Алтайском сельскохозяйственном институте. 
Похоронен на Серафимовском кладбище.

## Научная деятельность
10 ноября 1926 года Н. А. Наумов был утвержден в ученом звании профессора научно-технической комиссией государственного Ученого совета Наркомпроса РСФСР, ученая степень доктора сельскохозяйственных наук присуждена президиумом ВАСХНИЛ без защиты диссертации 14 января 1935 года. 18 октября 1946 года ему была присуждена ученая степень доктора биологических наук, в декабре 1946 г. — избран членом-корреспондентом АН СССР.
Основное направление научных исследований — фитопатологии растений.  Н. А. Наумов изучал микофлору различных регионов СССР (Урала, Дальнего Востока, Алтайского края, Средней Азии, Архангельской, Тульской, Каменец-Подольской и особенно Ленинградской областей), механизм действия фунгицидов. Описал свыше 200 новых видов из 25 родов. Особое внимание уделял фикомицетам и дискомицетам, исследовал фитопатогены (пьяный хлеб, капустную килу). Разрабатывал теоретические вопросы общей фитопатологии: проблему вида у грибов, происхождение паразитизма грибов, закономерности распространения болезней растений и их иммунитета. Автор определителей по мукоровым грибам и низшим растениям, учебных пособий и руководств.

## Общественная деятельность
Один из основателей микологической секции Всесоюзного ботанического общества, был её ученым секретарем, а затем председателем.
С декабря 1939 года — депутат Приморского районного совета депутатов трудящихся Ленинграда, а с 1928 года — представитель СССР в редакционной коллегии журнала «Phytopathologische Zeitschrift», приглашался организационными комитетами Международных ботанических конгрессов в Кембридже, Амстердаме, Стокгольме. 

## Награды
- Орден Ленина (12.06.1954) — за выслугу лет и безупречный труд
- Орден «Знак почёта» (1945)
- медали «За оборону Ленинграда» (1946) и «За доблестный труд во время Великой Отечественной войны» (1946)

## Основные научные труды
- Наумов Н.А. Общий курс фитопатологии. — 2-е изд.. — М., 1926.
- Наумов Н.А. Болезни овощных и садовых растений. — М., 1933.
- Наумов Н.А. Определитель мукоровых. — М., 1935.
- Наумов Н.А. Болезни сельскохозяйственных растений. — М.—Л.: Сельхозгиз, 1952. — 664 с.
- Наумов Н.А. и др. Определитель низших растений. — М., 1954—1956. — Т. 3—4.

## Памятные адреса
- 1910-е гг. — Большой проспект Петроградской стороны, дом 2[3].